# Solva completa
Solva completa är en tvåvingeart som först beskrevs av Meijere 1914.  Solva completa ingår i släktet Solva och familjen lövträdsflugor. Inga underarter finns listade i Catalogue of Life.